# اس‌تی‌اس-۵۱-ای
اس‌تی‌اس-۵۱-ای (انگلیسی: STS-51-A) یکی از ماموریت‌های برنامه شاتل‌های فضایی بود که در تاریخ نوامبر ۸، ۱۹۸۴ از پایگاه فضایی کندی به فضا پرتاب شد. این مأموریت دومین مأموریت شاتل دیسکاوری بود.

## نگارخانه

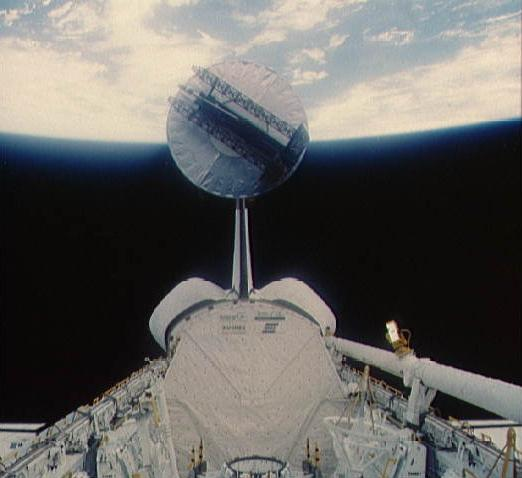
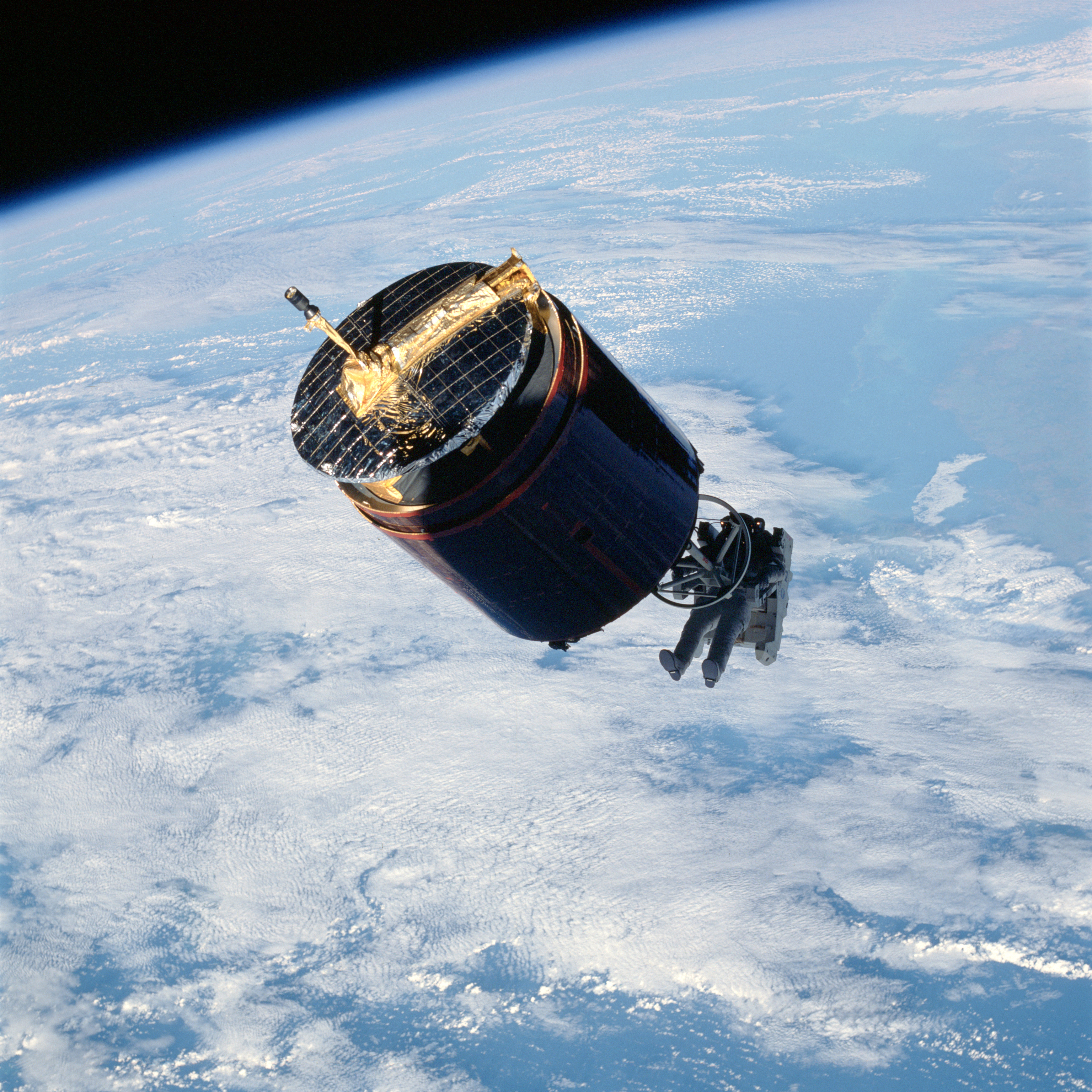
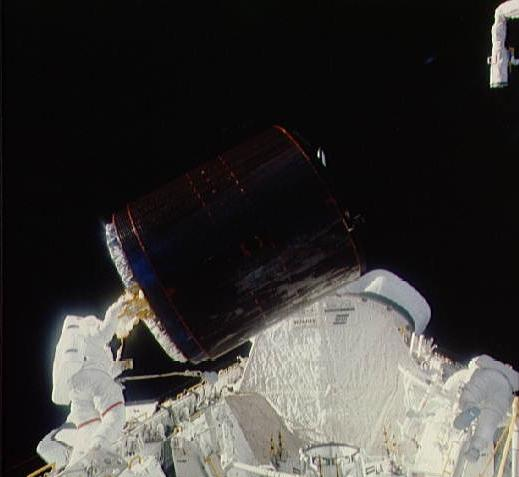